# Roy Conacher

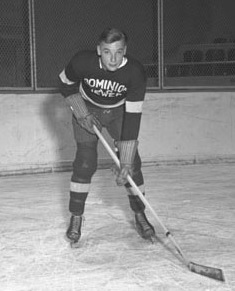
Conacher in seizoen 1936-1937

Roy Gordon Conacher (Toronto, Ontario, 5 oktober 1916 - Victoria, British Columbia 29 december 1984) was een Canadese professionele ijshockey-speler die 11 seizoenen in de National Hockey League voor de Boston Bruins, Detroit Red Wings en de Chicago Blackhawks speelde. Hij won 2 Stanley Cups met de Boston Bruins (1939 en 1941).
Conacher won de hoog aangeschreven Art Ross trofee in het seizoen 1948–49 met de Blackhawks.